# Daniel Talbot
Daniel Peter „Danny“ Talbot (* 1. Mai 1991 in Trowbridge) ist ein britischer Sprinter.
2012 gewann er bei den Europameisterschaften in Helsinki Bronze über 200 Meter. Bei den Olympischen Spielen 2012 in London schied er mit dem britischen Team im Vorlauf der 4-mal-100-Meter-Staffel aus, als der Stabwechsel zwischen ihm und dem Schlussläufer Adam Gemili fehlschlug.
Bei den U23-Europameisterschaften 2013 in Tampere holte er Silber über 200 Meter.
2014 wurde er bei den Commonwealth Games in Glasgow Siebter über 200 Meter und gewann mit der englischen 4-mal-100-Meter-Stafette Silber. Bei den Europameisterschaften in Zürich schied er über 200 Meter im Halbfinale aus und trug mit einem Vorlaufeinsatz zum Sieg der britischen 4-mal-100-Meter-Stafette bei.
2015 erreichte er bei den Weltmeisterschaften in Peking über 200 Meter das Halbfinale. Im Finale der 4-mal-100-Meter-Staffel gelangte er mit dem britischen Team nicht ins Ziel. 2016 gewann Talbot bei den Europameisterschaften in Amsterdam über 200 Meter die Bronzemedaille.
2014 wurde er Britischer Meister und 2011 Britischer Hallenmeister über 200 Meter.

## Persönliche Bestzeiten
- 60 m (Halle): 6,62 s, 8. Februar 2012, Sheffield
- 100 m: 10,14 s, 31. Mai 2014, Bedford
- 200 m: 20,16 s, 7. August 2017, London
  - Halle: 20,89 s, 13. Februar 2011, Sheffield